# Marcelo Torrico
Marcelo Ernesto Torrico Terán (ur. 11 stycznia 1972) – piłkarz boliwijski grający na pozycji bramkarza.

## Kariera klubowa
Przez całą karierę piłkarską Torrico związany był z klubem Club The Strongest. W jego barwach zadebiutował w pierwszej lidze boliwijskiej. W 1993 roku wywalczył z The Strongest mistrzostwo Boliwii.

## Kariera reprezentacyjna
W 1993 roku Torrico był rezerwowym bramkarzem dla Daría Rojasa w reprezentacji Boliwii na Copa América 1993. W 1994 roku został powołany przez selekcjonera Xabiera Azkargortę do kadry na Mistrzostwa Świata w USA. Tam z kolei pełnił funkcję dublera dla Carlosa Trucco i nie rozegrał żadnego spotkania. W 1995 roku był w kadrze na Copa América 1995.